# Bihovo
Bihovo är en ort i Bosnien och Hercegovina.   Den ligger i entiteten Republika Srpska, i den södra delen av landet, 130 kilometer söder om huvudstaden Sarajevo. Bihovo ligger 284 meter över havet och antalet invånare är 388.
Terrängen runt Bihovo är huvudsakligen kuperad. Bihovo ligger nere i en dal.Närmaste större samhälle är Trebinje, 4,5 kilometer norr om Bihovo. 
Trakten runt Bihovo består i huvudsak av gräsmarker. Runt Bihovo är det ganska tätbefolkat, med 67 invånare per kvadratkilometer.